# نهلانهلا فيلاكازي
نهلانهلا فيلاكازي (بالإنجليزية: Nhlanhla Vilakazi)‏ هو لاعب كرة قدم جنوب أفريقي في مركز نصف الجناح، ولد في 25 فبراير 1987 في Wattville ‏ في جنوب أفريقيا. لعب مع أياكس كيب تاون.